# Transformador de la Manresana d'Electricitat al Pont Vilomara
El Transformador de la Manresana d'Electricitat al Pont Vilomara és una obra del municipi de Manresa (Bages) protegida com a bé cultural d'interès local.

## Descripció
Es tracta d'una torre de forma prismàtica de secció quadrangular, de 10 x 10 m., de dues plantes d'alçada i soterrani. Té un sòcol de carreus i paraments de paredat de pedres regulars de forma hexagonal amb juntes de morter. Franges verticals d'obra vista en angles i com a separació d'obertures. Aquestes, emmarcades en totxo vist, col·locat a sardinell en arcs i llindes, que contribueix a realçar l'aspecte artístic de l'edifici. És coberta amb ràfec sobresortint i remats de totxo -continuació de les franges verticals- a manera de magolles.